# Jessie Rose Innes
Lady Jessie Rose Innes née Dods Pringle (1er novembre 1860- 4 juin 1943) est une infirmière, militante sociale et suffragiste sud-africaine d’origine britannique. Elle est l'épouse de James Rose-Innes,  président de la Cour suprême d'Afrique du Sud.

## Biographie

### Origines et débuts
Rose Innes naît le 1er novembre 1860 à Glen Lynden et grandit dans la région de Bedford au Cap-Oriental. Elle est la fille de William Dods Pringle, colon écossais et de Harriet Hockly,.
Rose Innes fait partie des premières femmes admises à l’Université du Cap. Formée comme infirmière, elle servit durant la guerre d'Afrique du Sud au Comité de la Croix-Rouge de Bonne-Espérance. 

### Activisme
Elle entretient une amitié avec la suffragiste et militante Olive Schreiner,,. Elle cofonde et préside le Victoria Nurses Institute et s’engage dans plusieurs organisations caritatives et communautaires dont la Pretoria Benevolent Society, la Pretoria Women’s Cooperative et la Young Men’s Christian Association.
Rose-Innes participe à la campagne pour le droit de vote des femmes en Afrique du Sud, en tant que membre de la Women’s Enfranchisement League. En 1914, elle est élue présidente de la section du Cap du Conseil national des femmes.
La lutte pour le suffrage féminin en Afrique du Sud est marquée par les enjeux de race, de classe et par le contexte d'une  politique de ségrégation raciale qui n'est pas encore systématique comme le sera plus tard l'apartheid à partir de 1948,,.  
La Women’s Enfranchisement Act de 1930, adoptée sous le gouvernement de James Barry Hertzog, accorde le droit de vote aux femmes blanches de plus de 21 ans, sans les conditions restrictives de propriété et d'éducations encore appliquées aux hommes (en 1931, une loi supprimera les conditions restrictives pour les hommes blancs mais les maintiendra pour les électeurs non blancs des provinces du Cap et du Natal). 
En 1918, Rose Innes est honorée du titre de Commandeur de l’Empire britannique (CBE).

### Vie privée
Elle se marie, le 18 octobre 1881, au juge James Rose Innes, qu’elle connait depuis l’enfance. De leur union naît en 1884 une fille, Dorothy Rose Innes épouse du maréchal allemand, comte Helmuth von Moltke de Kreisau. Rose Innes meurt en 1943 et est inhumée au cimetière de Maitland, au Cap.

## Note et Références

## Liens
- VIAF
- GND